# Siccyna
Siccyna là một chi bướm đêm thuộc họ Erebidae.